# Přistávací hák

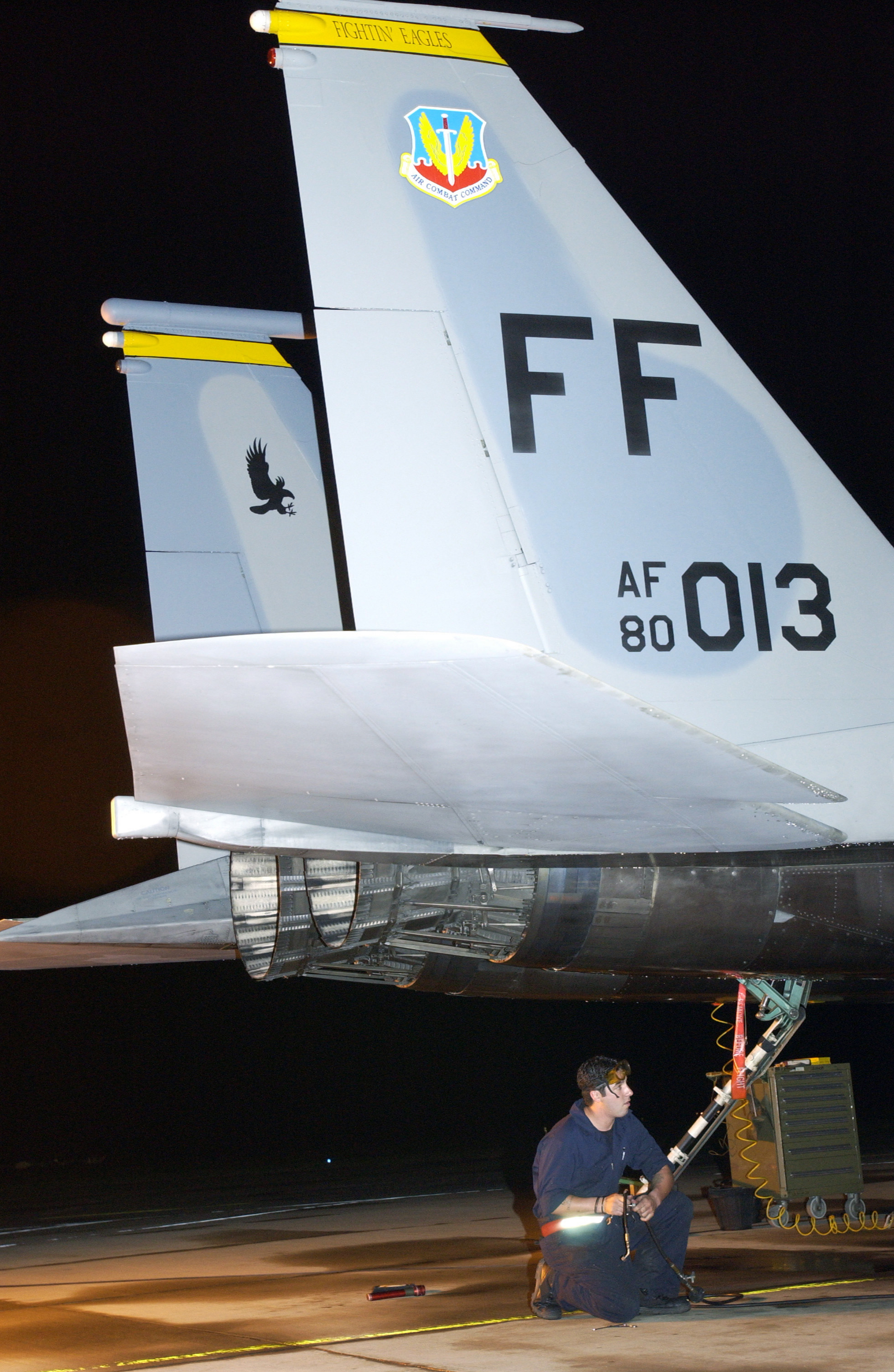
Ocasní hák na F-15 Eagle. Většina letadel Letectva Spojených států je tímto systémem vybavena pro případ nouzového použití

Přistávací hák, ocasní hák nebo též záchytný hák je zařízení připojené k ocasní (zadní) části některých vojenských letadel s pevnými křídly. Hák je používán k dosažení rychlého zpomalení během přistání na palubách letadlových lodí (CATOBAR a STOBAR) nebo při nouzových přistáních, či přerušených vzletech na vybavených pozemních letištích.
Ocasní hák byl poprvé předveden na moři 18. ledna 1911 letcem Eugenem Elyem, který s pomocí tohoto zařízení úspěšně přistál na palubě obrněného křižníku USS Pennsylvania. Teprve na počátku 20. let 20. století byl vynalezen a uveden do provozu robustnější systém, spárovaný se záchytným zařízením namontovaným na letové palubě. Během 30. let 20. století pak bylo takto vybaveno mnoho plavidel, což umožnilo použití těžších bojových letadel na moři během druhé světové války. S nástupem proudových letadel během 50. let 20. století pokračoval vývoj technologie záchytu letadel tak, aby letadlům umožnil přístávat na palubách letadlových lodí při větších rychlostech a vyšších hmotnostech. Tento systém je i nadále používán ve 21. století.

## Historie

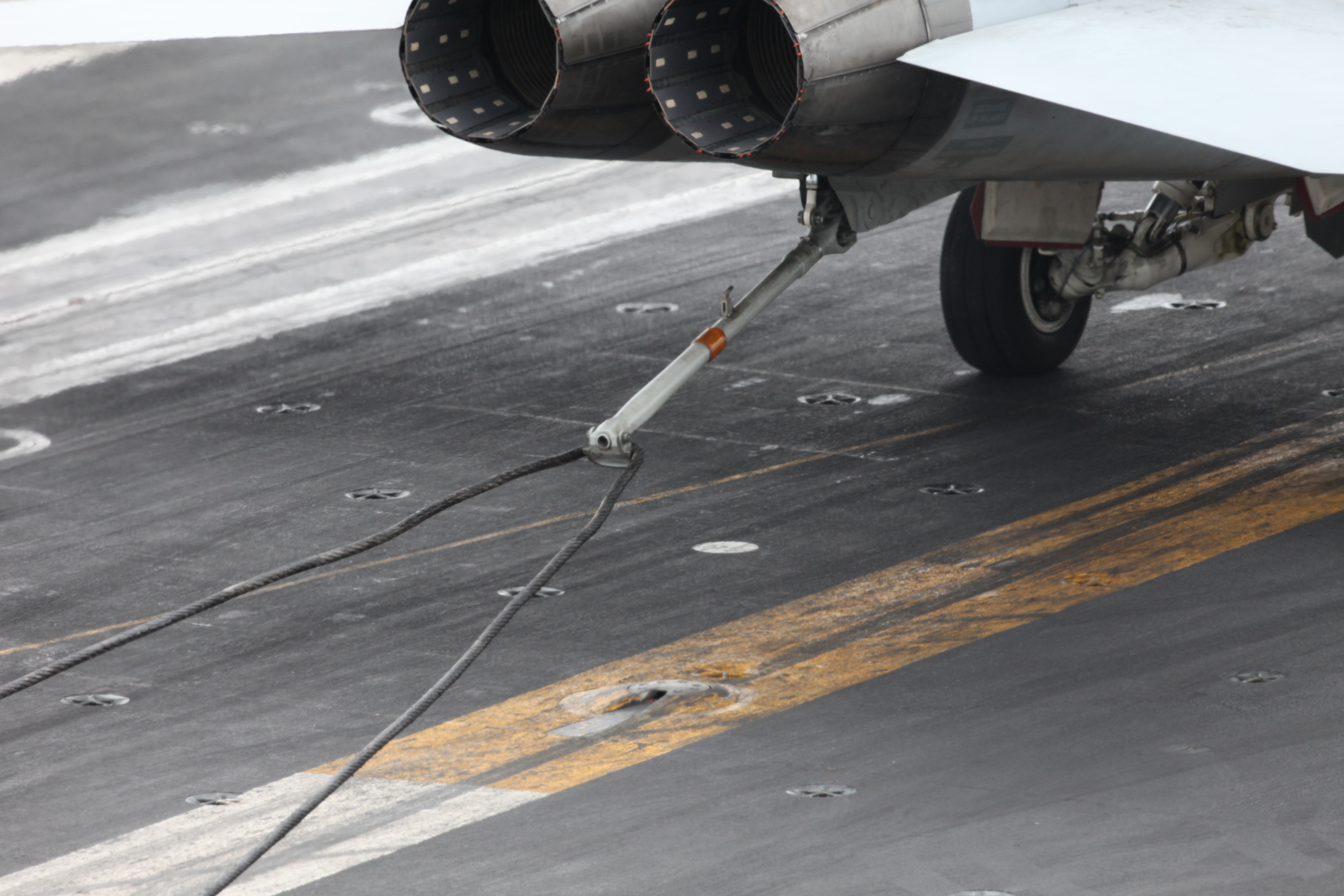
F/A-18 zachytávající jedno ze čtyř záchytných lan pomocí svého ocasního háku při přistání na letové palubě letadlové lodi.

Dne 18. ledna 1911 vzlétl pilot Eugene Ely se svým letounem Curtiss z letiště Tanforan v San Brunu v Kalifornii a přistál na upravené palubě obrněného křižníku USS Pennsylvania kotvícího v San Francisckém zálivu a dosáhl tím prvního zaznamenaného přistání letadla na palubě lodi. Tento let byl také vůbec prvním, který používal systém záchytného háku, který navrhl a postavil cirkusák a letec Hugh Robinson. Po letu Ely poznamenal reportérovi: „Bylo to snadné. Myslím, že trik by se dal úspěšně dokončit devětkrát z deseti.“ Zhruba o čtyři měsíce později si Námořnictvo Spojených států vyžádalo svůj první letoun, což je často považováno za milník námořního letectví.
Zatímco systém zpočátku přitahoval jen omezenou pozornost, po vypuknutí první světové války došlo ke zvýšení zájmu o tento systém. Námořní plánovači uznali, že aby mohla být letadla přínosem pro námořnictvo, musela by být schopna vzlétnout z lodí a znovu na nich přistát. Během války vzrostl počet pilotů v řadách námořnictva Spojených států z 38 na 1 650, kteří plnili mnoho úkolů na podporu spojenců, specializovali se na bojové vzdušné hlídky a pozorování ponorek. Schopnosti námořního letectví se v období od konce 10. a počátkem 20. let 20. století značně rozšířily. Během této doby bylo navrženo první praktické uspořádání háku a záchytného zařízení; 1. dubna 1922 vydalo americké námořnictvo požadavek na návrh záchytného zařízení pro vybavení dvojice letadlových lodí: USS Lexington a USS Saratoga. 
Začátkem 30. let 20. století pak americké námořnictvo zahájilo vývoj nastavitelného hydraulického záchytného zařízení, které dokázalo pohltit energii přistávajících letadel nejen při vyšších rychlostech, ale také při větší hmotnosti. Vzhledem k tomu, že se vojenská letadla během druhé světové války stále zvětšovala nejen svou hmotností, ale také početem bojových letů, byla křídla nucena pokračovat v inovaci a zdokonalování svých postupů obnovy letadel. V průběhu 50. let pak v důsledku zavedení proudových letadel do operací na palubách letadlových lodí podstatně zvýšily jak přistávací rychlosti letadel, tak i zatížení na zádi.

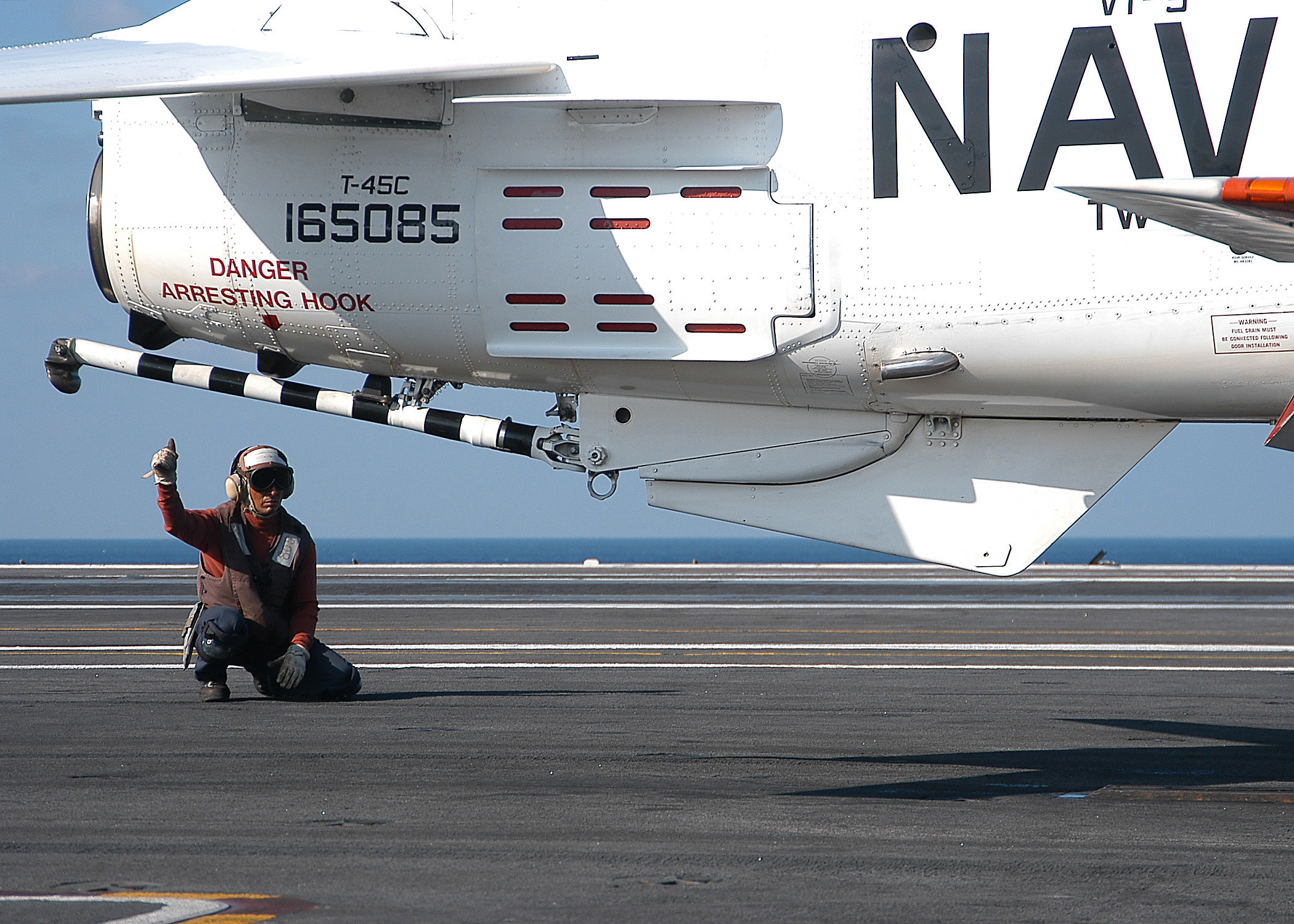
Ocasní hák na T-45

V 21. století zůstal záchytný hák hlavním způsbem přistávání letadel na moři pro několik námořnictev, včetně amerického námořnictva. Začátkem 21. století se Dassault Rafale, francouzský víceúčelový stíhací letoun, stal jediným neamerickým stíhacím letadlem, kterému byl povolen provoz z palub amerických letadlových lodí, za použití katapultů a jejich záchytných zařízení, jak bylo ověřeno v roce 2008, kdy se šest stíhaček Rafale z Flottille 12F stalo součástí cvičení k ověření vzájemné spolupráce leteckého křídla letadlové lodi USS Theodore Roosevelt (CVN-71).
Během letových zkoušek nového Lockheed Martin F-35 Lightning II bylo jedním z vážných nedostatků, které si vyžádaly přepracování a zpoždění celého projektu, selhání varianty F-35C pro námořnictvo zachytit záchytný drát ve všech osmi přistávacích testech. Ocasní hák musel být následně v průběhu dvou let přepracován. Další nedostatky byly také zjištěny u nouzového ocasního háku pozemní varianty F-35A. Dne 3. listopadu 2014 pak bylo provedeno první úspěšně zachycené přistání F-35C na palubě letadlové lodě. 

## Popis a použití

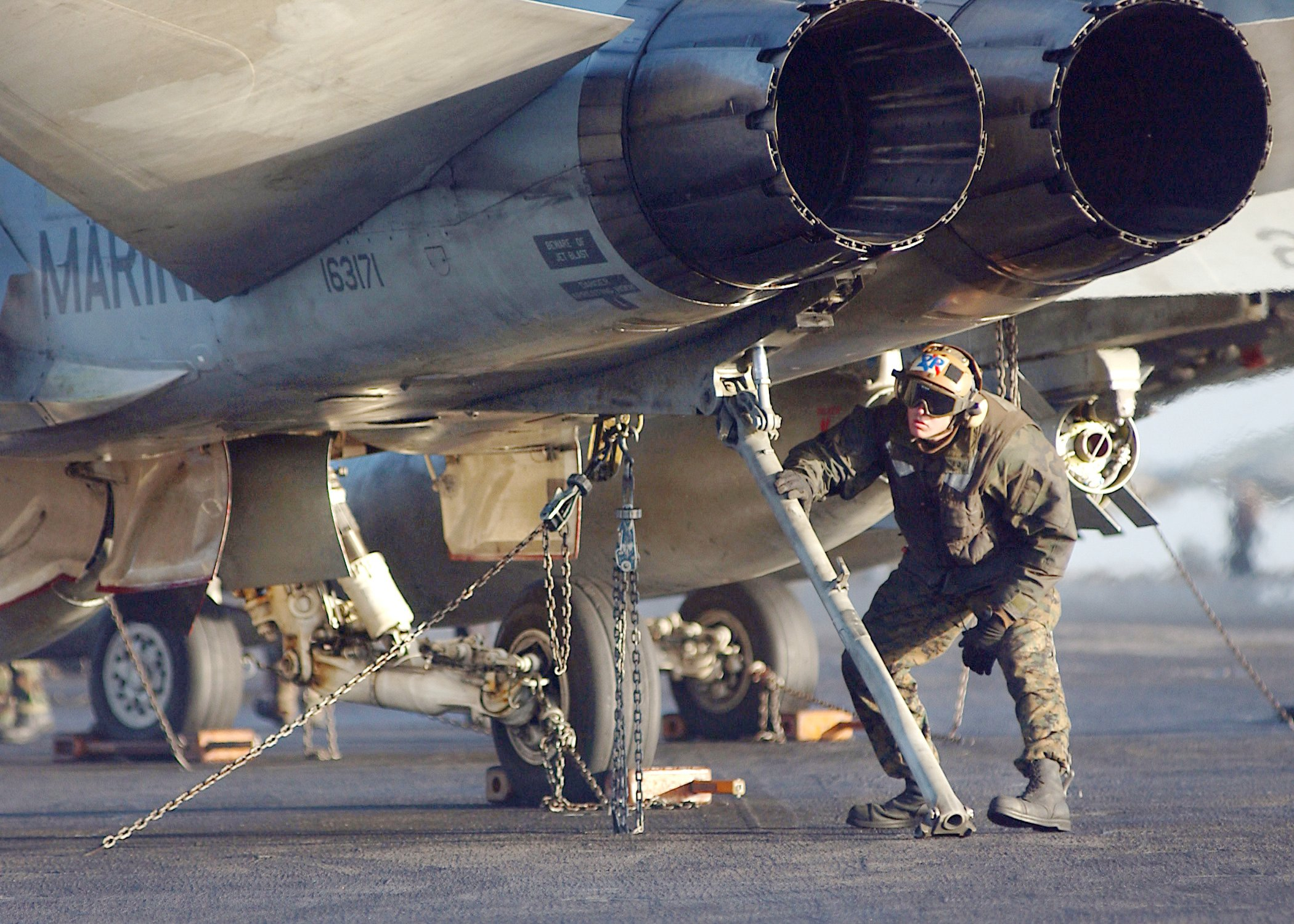
Údržbář kontroluje ocasní hák F/A-18 před startem.

Ocasní hák je silná kovová tyč se zploštělým volným koncem, který je trošku zesílený a tvarovaný do drápovitého háku. Hák je namontován na otočném čepu na kýlu letadla a za normálních okolností je  mechanicky a hydraulicky držen v zatažené poloze. Po aktivaci pilotem letadla se hák spustí do spodní polohy pomocí hydraulického nebo pneumatického tlaku. Přítomnost zadního háku však není důkazem možnosti letadla přístát na letadlové lodi. Háky na letadlové lodě jsou navrženy tak, aby je pilot po použití rychle zvedl.
Velké množství pozemních stíhaček je také vybaveno ocasními háky, které jsou určeny pro použití v případě poruchy brzd/pneumatik, přerušeného startu nebo jiných nouzových situací. Záchytná zařízení a ocasní háky pozemních letadel nejsou obvykle dostatečně odolné, aby absorbovaly dopad na letovou palubu letadlové lodě, a některé ocasní háky jsou navíc na zemi přidržovány tlakovými systémy s dusíkem, které pak po aktivaci musí pozemní personál znovu doplnit.

### Záchytné zařízení

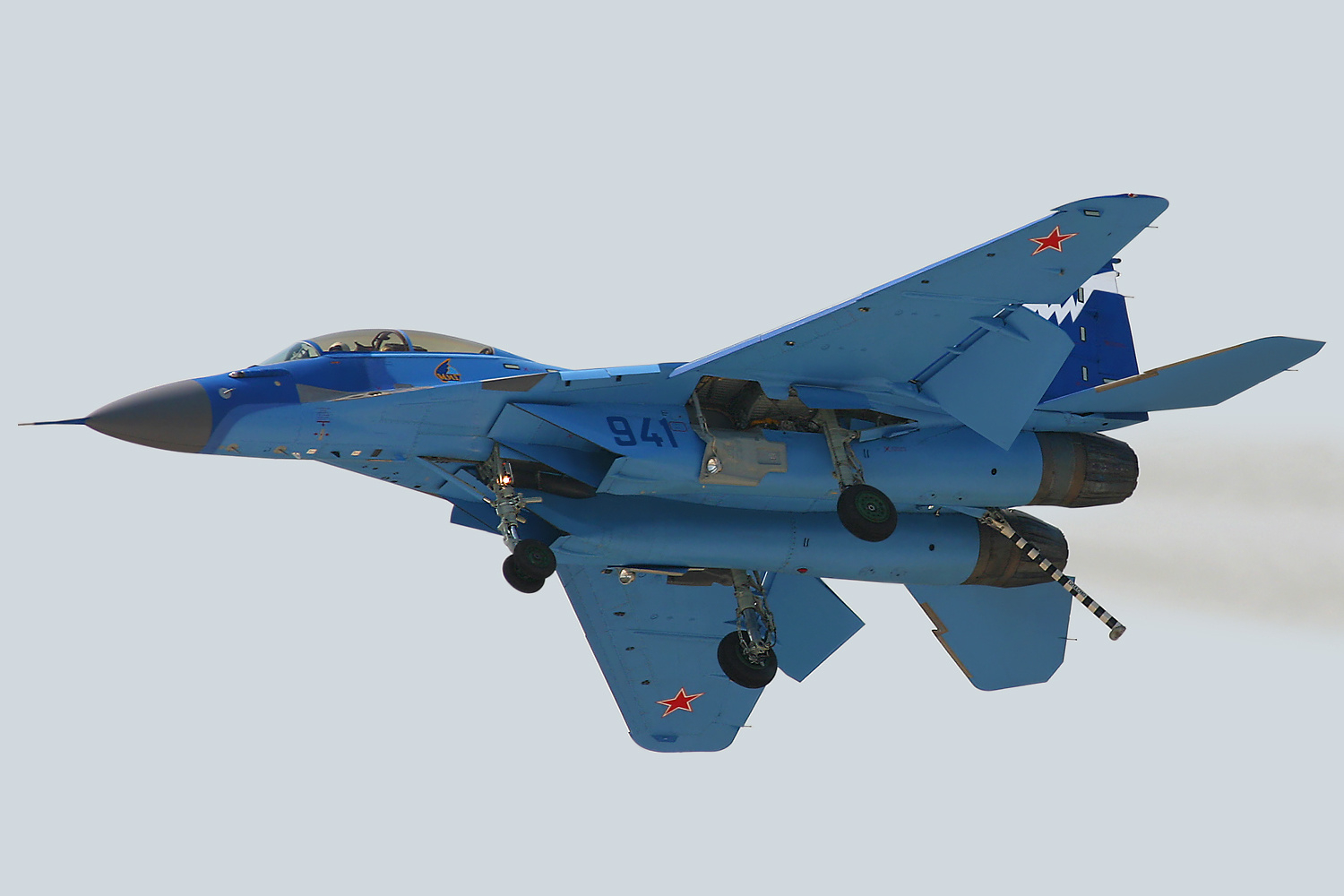
MiG-29K se sklopeným hákem.

Námořní i pozemní záchytné zařízení se skládá z jednoho nebo více ocelových lan (známých také jako „záchytné dráty“) natažených přes přistávací plochu a připojených na obou koncích k motorům záchytného zařízení.  V typické konfiguraci letadlové lodě jsou přítomny celkem čtyři záchytné dráty. Cílem ocasního háku je zachytit jeden z těchto kabelů, nejlépe 3 ze 4 dostupných, aby se odpor, který poskytuje záchytné zařízení, mohl přenést na letadlo, což mu umožní rychleji zpomalit. 

### Použítí háku

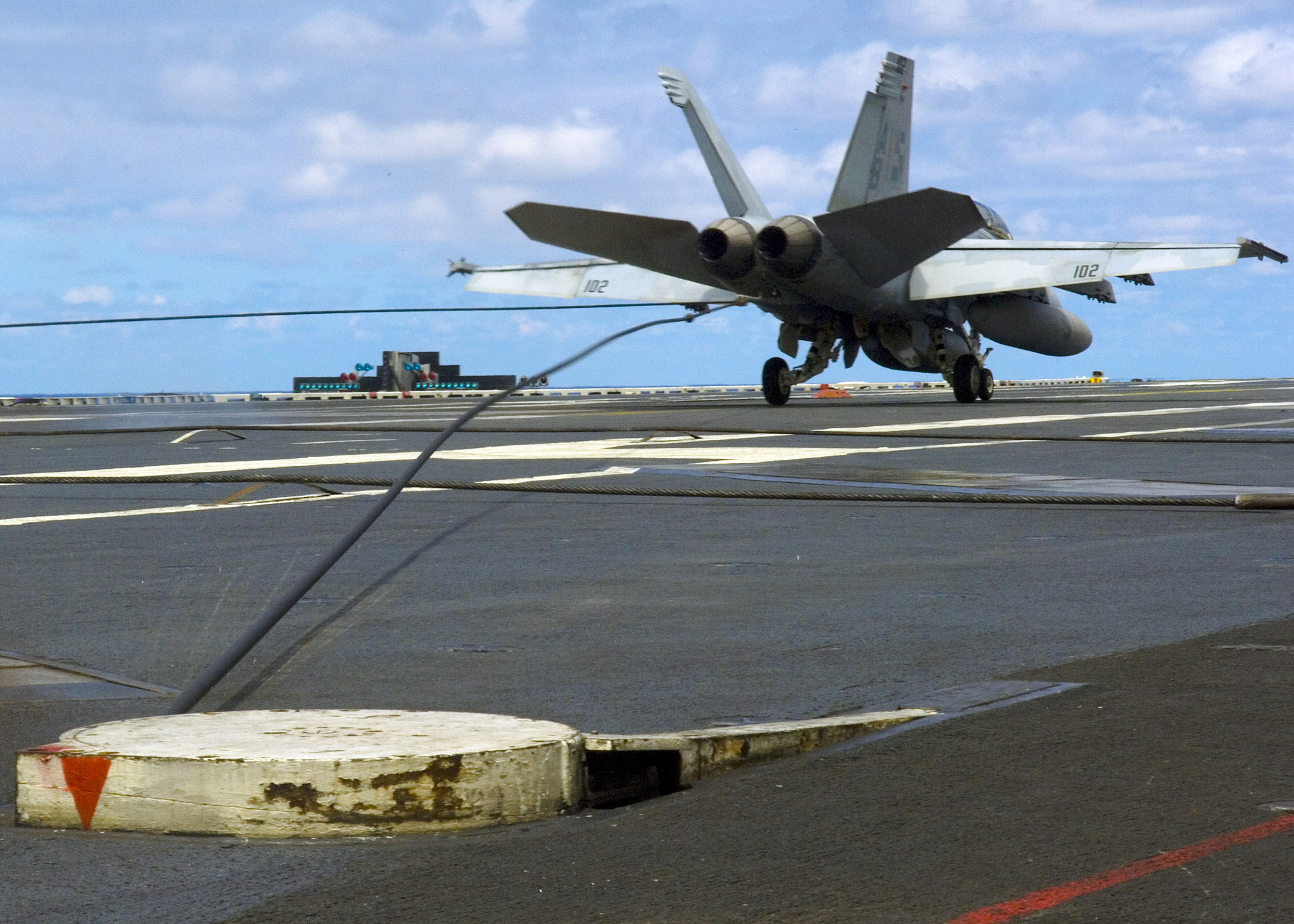
F/A-18 přistává pomocí záchytných lan na palubě americké letadlové lodi.

Před provedením „záchycého přistání“ musí pilot spustit hák tak, aby se dotkl země v okamžiku, kdy se země dotknou i podvozek letadla. Hák je poté vlečen po povrchu, dokud se nezachytí o záchytné lano natažené přes přistávací plochu. Lano se uvolní z původní pozice a přenese energii letadla na záchytné zařízení. "Chycen do pasti" je často používaný slang pro zádržné přistání. Říká se, že letadlo, které přistane za zachycovacími kabely, a tedy se nezachytí ani za jedno se takzvaně "odšroubovalo". Občas se ocasní hák odrazí přes jedno nebo více lan, což má za následek "vyskočení háku".